# Dunavski limes
Dunavski limes (latinski Danuvium limes) je veličanstvena granična crta (limes) utvrda kojom je od 1. do 6. stoljeća utvrđena granica uz rijeku Dunav koja je odvajala Rimsko Carstvo od nepokorenih germanskih plemena.
Dunavski se limes sastojao od noričkog, panonskog i mezijskog dijela koji se protezao u duljini od 2.000 km od Eininga u Bavarskoj do Crnog mora. Sveukupno, obrana Dunava se sastojala od 12 legionarskih utvrda, više od 200 pomoćnih utvrđenja i stotina nadzornih tornjeva. Utvrde su međusobno bile udaljene 10 - 30 km, a tornjevi 1 - 2 km.

## Norički limes
Zapadni dio Dunavske granice štitio je rimsku provinciju Norik u današnjim Austrijskim pokrajinama Gornja Austrija i Donja Austrija. 
Prolazio je Dunavom od Passaua/Boiodurum (Bad Gögging u Bavarskoj) do Zeiselmauera/Cannabiaca (Iža u Slovačkoj). Ona je također bila i ripa (riječna granica), koju je čuvao labavi niz kohortnih utvrda. Glavna cesta na noričkom limesu bila je via iuxta amnem Danuvium. Prvotno jednostavne građevine od drveta i zemlje sustavno su preuređene pod carem Hadrijanom u kamene logore. Tijekom 4. stoljeća ponovno su osuvremenjeni i masovno ojačani. Između logora, na strateškim mjestima ili dobrim promatračkim mjestima, bile su stražarnice ili signalne kule, a u kasnoj antici i burgusi. U srednjem dijelu, između logora Favianis i Melk, samo sporadično su građene karaule. Ovdje je uska dolina Wachaua, sa svojim gustim šumovitim obroncima, otežavala pristup obali rijeke, pružajući određenu obrambenu funkciju. Svaki kamp imao je svoju riječnu luku ili pristanište i skladište jer je Dunav bio ne samo granični pojas, već i najvažniji prometni i trgovački put u regiji. S vremenom su neposredno uz logore formirana civilna naselja ili vicusi. U neposrednom zaleđu limesa nastaju gradovi ograđeni zidinama ili municipiji, kao na primjer Aelium Cetium (Sankt Pölten) ili Ovilava (Wels). Oni su bili administrativna ili trgovačka središta regije. U kasnoj antici noričko područje bilo je podijeljeno na dva dijela (pars inferior i pars superior) i vjerojatno je stvorena druga, obrambena linija na začelju (Castrum Locus Felicis).
Okupacijske postrojbe Exercitus Noricus sastojale su se uglavnom od pomoćnih kohorti, a legija stacionirana u Lauriacum/Enns-u djelovala je kao strateška rezerva. Nadzor i sigurnost Dunava i njegovih pritoka bili su u nadležnosti Classis Pannonia. Jedinicama legija, pomorskih i pomoćnih snaga zapovijedali su dotični namjesnici. U kasnoj antici (prema Notitia Dignitatum) četiri novoosnovane flotile preuzele su taj zadatak. Od 3. stoljeća, norijski comitatenses, ripenses i liburnari bili su pod zapovjedništvom dvaju generala: Comes Illyrici i Dux Pannoniae Primae et Norici Ripensis.
Godine 2021., ostaci zapadne Dunavske granice Rimskog Carstva su upisani na UNESCO-ov popis mjesta svjetske baštine u Europi. Ukupno 77 lokaliteta u rasponu od gotovo 600 km, zaštičeni su „jer odražavaju specifičnosti ovog dijela rimske granice od odabira lokaliteta, te ključnih elementa poput cesta, legijskih utvrda i s njima povezanih naselja, malih utvrda i privremenih logora, te način na koji se te građevine odnose naslokalnom topografijom”.

## Panonski limes
Panonski limes išao je do Singidunuma (Beograd). Najprije se sastojao od bedema s kulama od drveta, a potom od opeke ili kamena. Poslije su podignuti stalni logori legija. Poznatiji logori bili su Castra Regina, Castra Batava, Pasau, Vindobona, Carnuntum, Aquincum, Altinum (Mohač), Ad Militare (Batina), Cusum (Petrovaradin), Acumincum (Stari Slankamen).

## Mezijski limes
Mezijski limes išao je od Crnog mora do Singidunuma (Beograda). Vojni put išao je desnom obalom Dunava, kod Đerdapa bio je drvene konstrukcije (rupe za debla u stijenama). Stalni logor bio je današnji Kalemegdan a na lijevoj obali Dunava kaštel Panoucea (Pančevo). Kašteli na desnoj obali bili su i Vincea (Vinča), Tricornium (Ritopek), i na ušću Velike Morave, možda kod Kuliča. Glavno utvrđeno mjesto bio je Viminatium, blizu ušća Mlave u Dunav na visoravni. Kod Rama je bilo utvrda Lederata. Kaštel Pincum kod Velikog Gradišta danas je pod vodom. Postoji još čitav niz kaštela i utvrđenja na ovom području.

## Galerija
- Kaštel Castra Cannabiaca u Zeiselmaueru (Donja Austrija)
- Maketa utvrde Castra Cannabiaca (Donja Austrija)
- Maketa gradskih vrata Porta Principalis Dextra, Comagena(Tulln)
- Rimski toranj soli u Tullnu
- Rimski kaštel Favianis (Mautern an der Donau)
- Apsida sv. Lorenca, Lauriacum (Enns)
- Rekonstrukcija utvrde Kastell Schlögen (Gornja Austrija)
- Ostaci utvrde Gerulata kod Bratislave, Slovačka
- Ostaci tvrde Castra Celemantia kod Iža, Okrug Komárno, Slovačka

## Poveznice
- Limes Germanicus

## Vanjske poveznice
- Hranice Rímskej ríše – Dunajský Limes (západná časť) (slov.) Pristupljeno 19. lipnja 2022.
- Donaulimes, Muzeji Dunavskog limesa u Austriji (njem.) Pristupljeno 19. lipnja 2022.
- FRE Project, Rimske granice u Austriji (njem.) Pristupljeno 19. lipnja 2022.
- DLK, Njemačka komisija limesa (njem.) Pristupljeno 19. lipnja 2022.
- Donau-limes, Rimski muzej Dunavske granice u Bavarskoj (njem.) Pristupljeno 19. lipnja 2022.